# Repine, Bahciîsarai
Repine (în ucraineană Репіне) este un sat în comuna Aromatne din raionul Bahciîsarai, Republica Autonomă Crimeea, Ucraina.

## Demografie
Componența lingvistică a localității Repine
     Rusă (46,7%)
     Tătară crimeeană (38,58%)
     Ucraineană (7,11%)
     Alte limbi (0,51%)
Conform recensământului din 2001, nu exista o limbă vorbită de majoritatea populației, aceasta fiind compusă din vorbitori de rusă (46,7%), tătară crimeeană (38,58%) și ucraineană (7,11%).